# Loch Mòr
Loch Mòr är en sjö i Storbritannien.   Den ligger i kommunen Highland och riksdelen Skottland, i den nordvästra delen av landet, 800 km nordväst om huvudstaden London. Loch Mòr ligger 188 meter över havet. Den ligger på ön Skye. Trakten runt Loch Mòr består i huvudsak av gräsmarker.